# Sança d'Aragó
|  | No s'ha de confondre amb Sança d'Aragó i Hongria o Sança d'Aragó i Gazela. |

Sança d'Aragó (Saragossa, ~1186 - ~1241) fou infanta d'Aragó i comtessa consort de Tolosa (1222-1241).

## Biografia
Segons les Ex Gesta Comitum Barchinonensium (Gestes dels comtes de Barcelona), Sança era la tercera filla del rei d'Aragó Alfons el Cast (1157-1196) i de Sança de Castella (1154-1208). Segons les Crónicas navarras (Cròniques navarres) i l'Ex Gestis Comitum Barcinonensiu, era la neta del rei Alfons VII de Lleó i de Riquilda de Polònia per part de mare i del comte de Barcelona Ramon Berenger IV i de la reina Peronella d'Aragó per part de pare.
Segons la Crónica de San Juan de la Peña, el seu germà, el rei d'Aragó Pere el Catòlic, després de casar les seves altres dues germanes, va aconseguir pactar el matrimoni entre la seva tercera (i la darrera) germana, Sança i l'hereu del comtat de Tolosa, Ramon VII de Tolosa, fill del comte Ramon VI de Tolosa, que estava casat des del 1203 amb l'altra germana de Pere II, Elionor d'Aragó i de Castella (1182-1226).

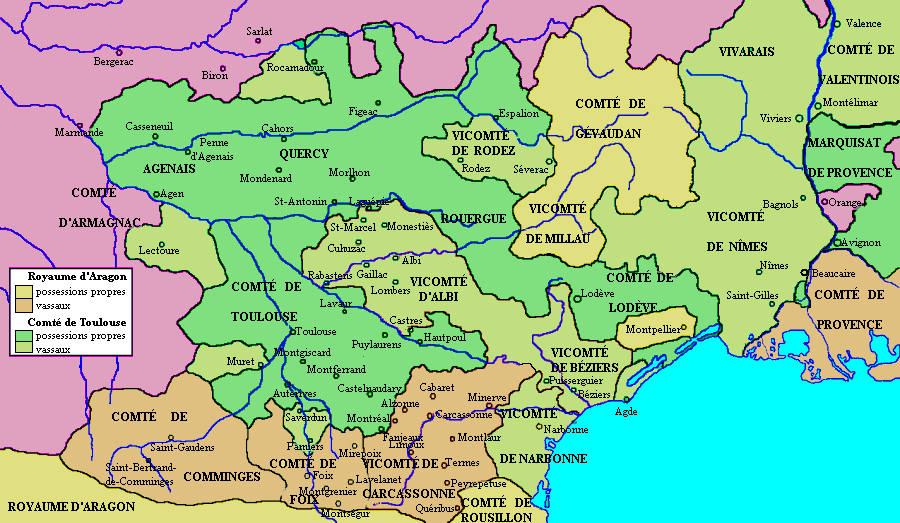
Occitània, 1209

Segons la nota cxx de la Histoire Générale de Languedoc avec des Notes, vol. II (Història general del Llenguadoc amb notes), el compromís de matrimoni (Ramon VII tenia llavors uns sis anys) havia tingut lloc el 1203. El matrimoni es va celebrar el 1210, segons descriu la Chronique de Maître Guillaume de Puylaurens sur la guerre des Albigeois (Crònica del mestre Guillem de Puèglaurenç sobre la guerra dels albigesos). Amb aquest matrimoni, Sança també es va convertir en nora de la seva germana gran, Elionor d'Aragó. Aquest segon matrimoni es va pactar per reforçar les relacions i l'aliança militar per fer front a la croada albigesa predicada pel Papa Inocenci III contra Ramon VI.
El 13 de novembre de 1218, Sança, segons la Histoire Générale de Languedoc avec des Notes, vol. V, en nom del seu sogre Ramon VI, va confirmar els seus privilegis a la ciutat de Nimes.
El 1222, a la mort del seu sogre, Ramon VI, el seu marit li va succeir com Ramon VII (amb els títols de comte de Tolosa, duc de Narbona i marquès de Provença), i va continuar lluitant contra els croats de la croada albigesa junt amb el seu aliat, el comte de Foix Roger Bernat el Gran, finalitzant pràcticament la guerra amb la derrota dels croats.
Després de dos anys de relativa pau i després dels grans concilis de París i de Bourges, el nou rei de França, Luis VIII, va obtenir l'excomunió del nou comte, Ramon VII, i va iniciar de nou la croada el 1226, declarant que totes les terres conquerides als heretges pertanyien per dret a la corona de França i van organitzar el Llenguadoc com un domini de França.
No obstant això, els fruits de la guerra va ser per a Lluís IX, que va succeir al seu pare el 1226. El 1228 hi va haver un altre setge a Tolosa, que va acabar amb la captura de la ciutat i la destrucció de les seves fortificacions.
El 1229 els principals antagonistes van arribar a un compromís. Sança seria privada dels territoris del ducat de Narbona, del vescomtat de Nimes i dels territoris que Ramon VII va haver de lliurar definitivament a l'església el 1215 (Avinyó i el comtat Venaissí), que passarien a mans del comte Ramon VII, com a vassall de França, si acceptava el compromís de casar la seva única hereva, Joana I de Tolosa, amb el germà del rei Lluís IX, Alfons de Poitiers. El matrimoni entre Joana i Alfons, segons la Chronique de Guillaume de Nangis, es va celebrar el 1241.
El 1241, Ramon VII es va divorciar de Sança, ja que ella no havia aconseguit donar-li més hereus (Sança tenia llavors 55 anys) i també perquè l'aliança entre Tolosa i Aragó ja no era necessària per a Ramon. Ramon es va comprometre (el contracte de compromís segons el Spiciliegium vol. III, pàg. 621, va ser elaborat l'11 d'agost de 1241) amb Sança de Provença, filla tercera del comte de Provença i comte de Forcalquier, Ramon Berenger IV de Provença (1198 - 1245).
No es coneix la data exacta de la mort de Sança, que es va produir pocs mesos després del divorci.

## Fills
Sança i Ramon VII de Tolosa van tenir només una filla:
- Joana I de Tolosa (1220-1271), comtessa de Tolosa i marquesa de Provença, que es va casar el 1241 amb el comte Alfons de Poitiers (1220-1271), germà del rei Lluis IX de França.[12]